# Саламандра тоненька
Саламандра тоненька (Oedipina gracilis) — вид земноводних з роду Веретеноподібна саламандра родини Безлегеневі саламандри.

## Опис
Довжина тіла без хвоста становить близько 7,5 см, при загальній довжині тіла 21 см. Голова маленька, менш широка, ніж в інших видів. Тулуб дуже тоненький, нагадуючи нитку. Має 17—22 реберних борозен. Кінцівки дуже короткі й маленькі. Хвіст доволі довгий. Забарвлення однотонне: темно-коричневого, чорного або сірого кольору.

## Спосіб життя
Полюбляє тропічні вологі ліси. Вдень ховається в опалому листя, під впалими стовбурами дерев. Зустрічається на висоті від 3 до 750 м над рівнем моря. Це дуже рухлива тварина. Активна вночі. Живиться дрібними безхребетними. При небезпеці здатна відкидати хвоста.
Самиця відкладає яйця серед опалого листя або інший гниючої рослинності. Особливої турботи про потомство не виявлено.

## Розповсюдження
Поширена уздовж атлантичного узбережжя Коста-Рики і північно—західної Панами.